# 多蘭鎮區 (密蘇里州卡斯縣)
多蘭鎮區（英語：Dolan Township）是位於美國密蘇里州卡斯縣的一個行政鎮區。

## 地方資料
多蘭鎮區的面積為93.58平方千米，當中陸地面積為92.58平方千米，而水域面積為1.00平方千米。根據2020年美國人口普查的數據，當地共有人口1614人，而人口密度為每平方千米17.25人。